# Giovanni Villani
Giovanni Villani (Florencia, Italia; 1275 - ibídem, 1348), fue un comerciante, político, diplomático e historiador italiano, y uno de los más grandes cronistas de su época.
Descendiente de una rica familia de comerciantes, dedicó su vida al comercio, siendo miembro destacado en las finanzas en representación de los banqueros Peruzzi y luego de los Bonaccorsi. Las actividades comerciales lo llevaron a Flandes en tres ocasiones; como un buen florentino, participó en política, fue Prior de Florencia varias veces, y trabajó en la dirección de la acuñación de moneda donde introdujo algunos importantes cambios.
En 1341 fue uno de los rehenes entregados a Ferrara como garantía del cumplimiento del compromiso para el pago de la compra de la localidad de Lucca. El impago del banco de Peruzzi, en 1346, ocasionado por la insolvencia de los reyes de Inglaterra y de Sicilia, causó el encarcelamiento de Villani, quien falleció preso en 1348, víctima de la peste negra.

## Obra
En Roma (1300) Villani concibió la idea de escribir la historia, o crónica, (Cronica Universale) de Florencia, historia que dividió en doce libros. Comenzó con la torre de Babel, después la historia de Roma y de Italia, hasta llegar al año 1080, tratando de forma más pormenorizada la historia de Toscana. Para los períodos en los que no tenía ningún conocimiento directo, siguió su propio parecer. A partir del siglo XIII su obra aparece como una fuente histórica excelente; incluso en su estilo, el lector percibe que el autor ahora se siente en tierra firme.
Los errores no están enteramente ausentes incluso aquí, pero su propia experiencia del mundo, los viajes y conocimientos adquiridos gracias a las relaciones comerciales de Florencia le permitieron obtener información digna de confianza de los acontecimientos extranjeros, la conexión cercana de la política florentina con la política de toda la Italia, el Imperio, y Francia.
Distinto de la mayoría de los historiadores medievales, Villani está interesado en la vida económica del Estado y de los individuos. Registra datos estadísticos, informa del coste de las provisiones, y da los detalles de las finanzas del Estado. Así, puede ser considerado el más moderno de los historiadores medievales. Aunque era un Güelfo, no disfrazó su desaprobación del mal causado por su propio partido.
En su obra de 1348 denominó a la familia Donati como los Malefami. El defecto mayor de su obra se encuentra en su método, en el que no expone los distintos hechos a partir de varios puntos de vista, sin embargo, para la época es un defecto menor. Su Cronica Universale o Chronica fue editada en 1363 por su hermano más joven, Matteo, y en 1410 por su sobrino Filippo.